# Иван Мартинов
 Тази статия е за българския писател.  За руския филолог и ботаник вижте Иван Мартинов (филолог).  
Иван Мартинов (Иван Цеков Георгиев) е български писател-белетрист и мемоарист.

## Биография
Иван Мартинов е роден на 11 януари 1912 г. в Ловеч. Учи в Смесено педагогическо училище „Цар Борис III“ (Ловеч). Първото си стихотворение публикува през 1929 г. в ученическия вестник „Струя“. През 1930 г. като активен член на РМС е принуден да се премести в София. Тук завършва средното си образование в III Образцова мъжка гимназия. Първия си разказ публикува във вестник „РЛФ“, на който е редактор (1932 – 1934).
Следва славянска филология в Софийски университет „Св. Климент Охридски“ (1932 – 1934), откъдето е изключен за антидържавна дейност. Иван Мартинов е един от основателите на Съюза на трудовоборческите писатели и на литературния кръжок „Христо Смирненски“. Първата му книга, „Фронт“ (1933), е спряна и инкриминирана от полицията, за което е осъден на три години затвор по ЗЗД.
Участва във войната срещу Германия (1944 – 1945). Главен редактор на вестник „Фронтовак“. По военните пътища на Първа българска армия събира богат материал, който публикува в сборниците „Герои“ и „До последен дъх“; романите „Драва“ и „Огнено кълбо“.
Ръководи отдел във в-к „Отечествен фронт“ (1945 – 1946) и в-к „Работническо дело“ (1946 – 1949). В годините 1949 – 1963 г. е главен редактор на сп. „Славяни“.
Иван Мартинов е автор на проза, която се отличава с непосредственост и искреност, на драми, мемоари и творби за деца. Повлияни са от живота в родния град Ловеч. Такива са „Моят живот“, „Пътища и срещи“, „Градче в планината“, „Момчето от малкия град“. Изявява се и в драматургията с „Невъзможния трети човек“, „Крилете на Икар“ и др.

## Признание и награди
- Лауреат на Димитровска награда (1951)
- Заслужил деятел на културата (1965)
- Орден „9 септември 1944“ I ст. (1972)
- Звание „Герой на социалистическия труд“ и Орден „Георги Димитров“ (1982)
- Провъзгласен за Почетен гражданин на Ловеч[1] на 24 април 1972 г. „За реалистичните творби, посветени на града“.